# IDM-Saison 2020
Bei der Internationalen Deutschen Motorradmeisterschaft 2020 wurden Titel in den Klassen IDM Superbike, IDM Supersport 600, IDM Superstock 600, IDM Supersport 300 und IDM Sidecar vergeben.

## Punkteverteilung
Meister wurde derjenige Fahrer beziehungsweise der Hersteller, der bis zum Saisonende die meisten Punkte erzielt hatte. Bei der Punkteverteilung wurden die Platzierungen im Gesamtergebnis des jeweiligen Rennens berücksichtigt. Die fünfzehn erstplatzierten Fahrer jedes Rennens erhielten Punkte nach folgendem Schema:
| Punkteverteilung | Punkteverteilung | Punkteverteilung | Punkteverteilung | Punkteverteilung | Punkteverteilung | Punkteverteilung | Punkteverteilung | Punkteverteilung | Punkteverteilung | Punkteverteilung | Punkteverteilung | Punkteverteilung | Punkteverteilung | Punkteverteilung | Punkteverteilung |
| ---------------- | ---------------- | ---------------- | ---------------- | ---------------- | ---------------- | ---------------- | ---------------- | ---------------- | ---------------- | ---------------- | ---------------- | ---------------- | ---------------- | ---------------- | ---------------- |
| Platz            | 1                | 2                | 3                | 4                | 5                | 6                | 7                | 8                | 9                | 10               | 11               | 12               | 13               | 14               | 15               |
| Punkte           | 25               | 20               | 16               | 13               | 11               | 10               | 9                | 8                | 7                | 6                | 5                | 4                | 3                | 2                | 1                |

In die Wertung kamen alle erzielten Resultate.
Im Sprintrennen der Gespanne wurde folgende Punktewertung verwendet:
| Platz  | 1  | 2  | 3 | 4 | 5 | 6 | 7 | 8 | 9 | 10 |
| Punkte | 13 | 10 | 8 | 7 | 6 | 5 | 4 | 3 | 2 | 1  |

In die Wertung kamen alle erzielten Resultate.

## Superbike 1000

### Wissenswertes
- Die Startaufstellung für das zweite Rennen wurde ab Position 10 vom Zeittraining bestimmt. Die ersten neun Plätze wurden durch das Ergebnis aus dem ersten Rennen bestimmt. In der dritten Startreihe standen die drei erstplatzierten Fahrer. Die Plätze 1 und 3 wurden getauscht. In der zweiten Startreihe standen die Fahrer auf den Plätzen 7, 8 und 9. Die erste Reihe wurde aus den Fahrern der Plätze 4, 5 und 6 gebildet.
- Die Saison wurde auf Grund der Corona-Pandemie auf vier Events verkürzt, alle Rennen waren ohne Zuschauer geplant.
- Die Veranstaltung am Sachsenring wurde nur an zwei Tagen abgehalten, außerdem nicht wie gewöhnlich am Wochenende, sondern an einem Montag und Dienstag.
- Alle Veranstaltungen wurden per Livestream auf Facebook und YouTube übertragen.[1]

### Rennergebnisse
|   | Datum  | Strecke        | Pole-Position     | Lauf | Platz 1      | Platz 2            | Platz 3            | Schn. Rennrunde |
| - | ------ | -------------- | ----------------- | ---- | ------------ | ------------------ | ------------------ | --------------- |
| 1 | 16.08. | Assen          | Jonas Folger      | 1    | Jonas Folger | Illja Mychaltschyk | Florian Alt        | Jonas Folger    |
| 1 | 16.08. | Assen          | Jonas Folger      | 2    | Jonas Folger | Illja Mychaltschyk | Florian Alt        | Jonas Folger    |
| 2 | 08.09. | Sachsenring    | Jonas Folger      | 1    | Jonas Folger | Florian Alt        | Dominic Schmitter  | Jonas Folger    |
| 2 | 08.09. | Sachsenring    | Jonas Folger      | 2    | Jonas Folger | Illja Mychaltschyk | Wladimir Leonow    | Jonas Folger    |
| 3 | 13.09. | Lausitzring    | Jonas Folger      | 1    | Jonas Folger | Illja Mychaltschyk | Florian Alt        | Jonas Folger    |
| 3 | 13.09. | Lausitzring    | Jonas Folger      | 2    | Jonas Folger | Illja Mychaltschyk | Florian Alt        | Jonas Folger    |
| 4 | 27.09. | Hockenheimring | Dominic Schmitter | 1    | Jonas Folger | Illja Mychaltschyk | Valentin Debise    | Jonas Folger    |
| 4 | 27.09. | Hockenheimring | Dominic Schmitter | 2    | Jonas Folger | Dominic Schmitter  | Illja Mychaltschyk | Jonas Folger    |

### Fahrerwertung
| 1  | Jonas Folger        | Yamaha YZF-R1      | Bonovo Action by MGM Racing | 200 |
| 2  | Illja Mychaltschyk  | BMW S 1000 RR      | EGS-alpha-Van Zon-BMW       | 143 |
| 3  | Dominic Schmitter   | Yamaha YZF-R1      | Hess Racing                 | 108 |
| 4  | Florian Alt         | BMW S 1000 RR      |                             | 95  |
| 5  | Wladimir Leonow     | BMW S 1000 RR      | EGS-alpha-Van Zon-BMW       | 83  |
| 6  | Marc Moser          | Yamaha YZF-R1      | Bonovo Action by MGM Racing | 75  |
| 7  | Pepijn Bijsterbosch | BMW S 1000 RR      |                             | 60  |
| 8  | Alessandro Polita   | Honda CBR 1000RR-R | Holzhauer Racing Promotion  | 55  |
| 9  | Erwan Nigon         | Kawasaki ZX-10R    |                             | 46  |
| 10 | Ricardo Brink       | Yamaha YZF-R1      |                             | 46  |
| 11 | Stefan Kerschbaumer | BMW S 1000 RR      | BCC Racing Team             | 45  |
| 12 | Jan Mohr            | Yamaha YZF-R1      | Hess Racing                 | 33  |
| 13 | Julian Puffe        | Honda CBR 1000RR-R | Holzhauer Racing Promotion  | 26  |

| 14 | Daniel Kartheininger | Suzuki GSX-R 1000  | HPC-Power Suzuki Racing           | 24 |
| 15 | Bastien Mackels      | Yamaha YZF-R1      | Team Bayer – Bikerbox by Yamaichi | 21 |
| 16 | Danny van der Sluis  | BMW S 1000 RR      |                                   | 15 |
| 17 | Philipp Steinmayr    | Yamaha YZF-R1      |                                   | 15 |
| 18 | Marco Fetz           | Suzuki GSX-R 1000  |                                   | 11 |
| 19 | Kevin Sieder         | Suzuki GSX-R 1000  | HPC-Power Suzuki Racing           | 7  |
| 20 | Daniel Rubin         | Yamaha YZF-R1      | Rubin Racing Team                 | 5  |
| 21 | Philipp Gengelbach   | Suzuki GSX-R 1000  |                                   | 3  |
| 22 | Nils Endter          | Honda CBR 1000RR-R | Holzhauer Racing Promotion        | 2  |
| 23 | Marc Neumann         | BMW S 1000 RR      |                                   | 2  |

### Konstrukteurswertung
| 1 | Yamaha   | 310 |
| 2 | BMW      | 272 |
| 3 | Honda    | 83  |
| 4 | Kawasaki | 46  |
| 5 | Suzuki   | 42  |

## Supersport 600

### Rennergebnisse
|   | Datum  | Strecke        | Pole-Position   | Lauf | Platz 1            | Platz 2           | Platz 3       | Schn. Rennrunde |
| - | ------ | -------------- | --------------- | ---- | ------------------ | ----------------- | ------------- | --------------- |
| 1 | 16.08. | Assen          | Victor Steeman  | 1    | Victor Steeman     | Sander Kroeze     | Max Enderlein | Victor Steeman  |
| 1 | 16.08. | Assen          | Victor Steeman  | 2    | Glenn van Straalen | Sander Kroeze     | Luca Grünwald | Karel Hanika    |
| 2 | 08.09. | Sachsenring    | Max Enderlein   | 1    | Max Enderlein      | Martin Vugrinec   | Luca Grünwald | Martin Vugrinec |
| 2 | 08.09. | Sachsenring    | Max Enderlein   | 2    | Max Enderlein      | Martin Vugrinec   | Luca Grünwald | Martin Vugrinec |
| 3 | 13.09. | Lausitzring    | Martin Vugrinec | 1    | Martin Vugrinec    | Luca Grünwald     | Sander Kroeze | Martin Vugrinec |
| 3 | 13.09. | Lausitzring    | Martin Vugrinec | 2    | Martin Vugrinec    | Luca Grünwald     | Max Enderlein | Martin Vugrinec |
| 4 | 27.09. | Hockenheimring | Victor Steeman  | 1    | Kevin Wahr         | Milan Merckelbagh | Marc Buchner  | Kevin Wahr      |
| 4 | 27.09. | Hockenheimring | Victor Steeman  | 2    | Kevin Wahr         | Martin Vugrinec   | Luca Grünwald | Kevin Wahr      |

### Fahrerwertung
| 1  | Luca Grünwald      | Kawasaki ZX-6R | Kawasaki Schnock Team Motorex     | 131 |
| 2  | Martin Vugrinec    | Yamaha YZF-R6  |                                   | 124 |
| 3  | Max Enderlein      | Yamaha YZF-R6  | Freudenberg SMC WorldSSP ACADEMY  | 115 |
| 4  | Sander Kroeze      | Yamaha YZF-R6  |                                   | 109 |
| 5  | Victor Steeman     | Yamaha YZF-R6  |                                   | 88  |
| 6  | Milan Merckelbagh  | Yamaha YZF-R6  | Bonovo Action by MGM Racing       | 84  |
| 7  | Marc Buchner       | Yamaha YZF-R6  | Buchner Motorsport powered by KME | 71  |
| 8  | Glenn van Straalen | Kawasaki ZX-6R |                                   | 62  |
| 9  | Gabriel Noderer    | Kawasaki ZX-6R |                                   | 62  |
| 10 | Stéphane Frossard  | Yamaha YZF-R6  |                                   | 40  |
| 11 | Karel Hanika       | Yamaha YZF-R6  |                                   | 35  |
| 12 | Dion Otten         | Yamaha YZF-R6  |                                   | 33  |
| 13 | Joep Overbeeke     | Yamaha YZF-R6  |                                   | 33  |

| 14 | Jeroen Hilster    | Yamaha YZF-R6  |                               | 29 |
| 15 | Théo Clerc        | Yamaha YZF-R6  | HESS Racing                   | 28 |
| 16 | Jan Schmidt       | Yamaha YZF-R6  |                               | 20 |
| 17 | Damien Raemy      | Yamaha YZF-R6  | HESS Racing                   | 16 |
| 18 | Sandro Furtner    | Kawasaki ZX-6R | Kawasaki Schnock Team Motorex | 13 |
| 19 | Sandro Wagner     | Yamaha YZF-R6  | Rubin Racing Team             | 12 |
| 20 | Angelo Licciardi  | Kawasaki ZX-6R |                               | 10 |
| 21 | Severin Bingisser | Kawasaki ZX-6R | Kawasaki Schnock Team Motorex | 4  |

## Superstock 600

### Wissenswertes
- Die Klasse startete gemeinsam mit der Supersport 600, wurde aber getrennt gewertet. Am Ende der Saison wurde in dieser Klasse erstmals der Titel Deutscher Meister vergeben.[2]

### Rennergebnisse
|   | Datum  | Strecke        | Pole-Position   | Lauf | Platz 1        | Platz 2        | Platz 3         | Schn. Rennrunde |
| - | ------ | -------------- | --------------- | ---- | -------------- | -------------- | --------------- | --------------- |
| 1 | 16.08. | Assen          | Victor Steeman  | 1    | Tom Kohnen     | Tim Holtz      | Bastian Ubl     | Victor Steeman  |
| 1 | 16.08. | Assen          | Victor Steeman  | 2    | Tom Kohnen     | Paul Fröde     | Yves Stadelmann | Karel Hanika    |
| 2 | 08.09. | Sachsenring    | Max Enderlein   | 1    | Jan-Ole Jähnig | Paul Fröde     | Moritz Jenkner  | Martin Vugrinec |
| 2 | 08.09. | Sachsenring    | Max Enderlein   | 2    | Paul Fröde     | Moritz Jenkner | Jan-Ole Jähnig  | Martin Vugrinec |
| 3 | 13.09. | Lausitzring    | Martin Vugrinec | 1    | Jan-Ole Jähnig | Tim Holtz      | Per Behmer      | Martin Vugrinec |
| 3 | 13.09. | Lausitzring    | Martin Vugrinec | 2    | Jan-Ole Jähnig | Paul Fröde     | Per Behmer      | Martin Vugrinec |
| 4 | 27.09. | Hockenheimring | Victor Steeman  | 1    | Paul Fröde     | Per Behmer     | Bastian Ubl     | Kevin Wahr      |
| 4 | 27.09. | Hockenheimring | Victor Steeman  | 2    | Jan-Ole Jähnig | Paul Fröde     | Per Behmer      | Kevin Wahr      |

### Fahrerwertung
| 1  | Paul Fröde       | Honda CBR 600 RR | ADAC Sachsen e.V                 | 143 |
| 2  | Jan-Ole Jähnig   | Yamaha YZF-R6    | Freudenberg SMC WorldSSP ACADEMY | 133 |
| 3  | Tim Holtz        | Yamaha YZF-R6    | Bonovo Action by MGM Racing      | 108 |
| 4  | Per Behmer       | Yamaha YZF-R6    | Rubin Racing Team                | 100 |
| 5  | Bastian Ubl      | Yamaha YZF-R6    |                                  | 84  |
| 6  | Tom Kohnen       | Yamaha YZF-R6    |                                  | 76  |
| 7  | Valentin Frühauf | Yamaha YZF-R6    | Bonovo Action by MGM Racing      | 71  |
| 8  | Moritz Benz      | Yamaha YZF-R6    |                                  | 70  |
| 9  | Kevin Michel     | Yamaha YZF-R6    | TGRT.racing e. V.                | 48  |
| 10 | Yves Stadelmann  | Yamaha YZF-R6    |                                  | 40  |
| 11 | Philipp Stich    | Yamaha YZF-R6    |                                  | 23  |

## Supersport 300

### Rennergebnisse
|   | Datum  | Strecke        | Pole-Position        | Lauf | Platz 1              | Platz 2              | Platz 3              | Schn. Rennrunde      |
| - | ------ | -------------- | -------------------- | ---- | -------------------- | -------------------- | -------------------- | -------------------- |
| 1 | 16.08. | Assen          | Melvin van der Voort | 1    | Melvin van der Voort | Luca de Vleeschauwer | Rick Dunnik          | Melvin van der Voort |
| 1 | 16.08. | Assen          | Melvin van der Voort | 2    | Harry Khouri         | Rick Dunnik          | Melvin van der Voort | Rick Dunnik          |
| 2 | 08.09. | Sachsenring    | Luca de Vleeschauwer | 1    | Marvin Siebdrath     | Harry Khouri         | Melvin van der Voort | Harry Khouri         |
| 2 | 08.09. | Sachsenring    | Luca de Vleeschauwer | 2    | Harry Khouri         | Luca de Vleeschauwer | Colin Velthuizen     | Luca de Vleeschauwer |
| 3 | 13.09. | Lausitzring    | Rick Dunnik          | 1    | Luca de Vleeschauwer | Lennox Lehmann       | Petr Svoboda         | Rick Dunnik          |
| 3 | 13.09. | Lausitzring    | Rick Dunnik          | 2    | Rick Dunnik          | Dirk Geiger          | Colin Velthuizen     | Rick Dunnik          |
| 4 | 27.09. | Hockenheimring | Rick Dunnik          | 1    | Dirk Geiger          | Lennox Lehmann       | Marvin Siebdrath     | Thom Molenaar        |
| 4 | 27.09. | Hockenheimring | Rick Dunnik          | 2    | Dirk Geiger          | Lennox Lehmann       | Ruben Bijman         | Harry Khouri         |

### Fahrerwertung
| 1  | Lennox Lehmann       | KTM RC390R         | Freudenberg SMC WorldSSP ACADEMY | 111 |
| 2  | Rick Dunnik          | Yamaha YZF-R3      |                                  | 102 |
| 3  | Colin Velthuizen     | Kawasaki Ninja 400 | RT Motorsports by SKM – Kawasaki | 96  |
| 4  | Dirk Geiger          | KTM RC390R         | Freudenberg SMC WorldSSP ACADEMY | 95  |
| 5  | Marvin Siebdrath     | Kawasaki Ninja 400 | RT Motorsports by SKM – Kawasaki | 85  |
| 6  | Melvin van der Voort | Yamaha YZF-R3      |                                  | 82  |
| 7  | Harry Khouri         | Kawasaki Ninja 400 |                                  | 80  |
| 8  | Luca de Vleeschauwer | Kawasaki Ninja 400 | RT Motorsports by SKM – Kawasaki | 76  |
| 9  | Ruben Bijman         | Yamaha YZF-R3      |                                  | 75  |
| 10 | Thom Molenaar        | KTM RC390R         |                                  | 54  |
| 11 | Toni Erhard          | KTM RC390R         | Kiefer Racing                    | 46  |
| 12 | Petr Svoboda         | Yamaha YZF-R3      |                                  | 39  |
| 13 | Micky Winkler        | Kawasaki Ninja 400 | RT Motorsports by SKM – Kawasaki | 26  |

| 14 | Lennard Göttlich  | KTM RC390R    | Freudenberg SMC WorldSSP ACADEMY | 23 |
| 15 | Levi Badie        | Yamaha YZF-R3 |                                  | 22 |
| 16 | Twan Smits        | Yamaha YZF-R3 |                                  | 21 |
| 17 | Sven Doornenbal   | KTM RC390R    |                                  | 21 |
| 18 | David Kuban       | KTM RC390R    |                                  | 17 |
| 19 | Nick Fischer      | Yamaha YZF-R3 | Bonovo Action by MGM Racing      | 13 |
| 20 | Dominik Blersch   | KTM RC390R    |                                  | 12 |
| 21 | Till Belczykowski | KTM RC390R    |                                  | 12 |
| 22 | Eddie de Boer     | Yamaha YZF-R3 |                                  | 4  |
| 23 | Lucy Michel       | Yamaha YZF-R3 |                                  | 3  |
| 24 | Gašper Hudovernik | Yamaha YZF-R3 |                                  | 3  |
| 25 | Oliver Svendsen   | Yamaha YZF-R3 |                                  | 2  |

### Konstrukteurswertung
| 1 | Kawasaki | 272 |
| 2 | Yamaha   | 240 |
| 3 | KTM      | 225 |

## Gespanne

### Wissenswertes
- In der Saison 2020 wurden zwei Meistertitel (600 cm³ und 1000 cm³) vergeben. Das Team mit der höchsten Punktzahl (600 cm³ oder 1000 cm³) durfte sich Deutscher Meister nennen, der jeweils beste der anderen Klasse warSieger DMSB Sidecar.
- Das erste Rennen in Oschersleben war ein Sprintrennen und wurde dementsprechend gewertet.

### Rennergebnisse 1000 cm³
|   | Datum  | Strecke          | Pole-Position                   | Lauf | Platz 1                     | Platz 2                          | Platz 3                         | Schn. Rennrunde                       |
| - | ------ | ---------------- | ------------------------------- | ---- | --------------------------- | -------------------------------- | ------------------------------- | ------------------------------------- |
| 1 | 16.08. | TT Circuit Assen | Tim Reeves / Kevin Rousseau     | 1    | Mike Roscher / Anna Burkard | Franz Kapeller / Markus Billich  | Helmut Lingen / Michael Prudlik | Markus Schlosser / Marcel Fries       |
| 1 | 16.08. | TT Circuit Assen | Tim Reeves / Kevin Rousseau     | 2    | Mike Roscher / Anna Burkard | Cedric Pierard / Aurnard Pierard | Helmut Lingen / Michael Prudlik | Bennie Streuer / Ilse de Haas         |
| 2 | 13.09. | Lausitzring      | Markus Schlosser / Marcel Fries | 1    | Mike Roscher / Anna Burkard | Helmut Lingen / Michael Prudlik  | Franz Kapeller / Markus Billich | Tim Reeves / Kevin Rousseau           |
| 2 | 13.09. | Lausitzring      | Markus Schlosser / Marcel Fries | 2    | Mike Roscher / Anna Burkard | Helmut Lingen / Michael Prudlik  | Rogier Weekers / Remco Moes     | Markus Schlosser / Marcel Fries       |
| 3 | 26.09. | Hockenheimring   | Tim Reeves / Kevin Rousseau     | 1    | Mike Roscher / Anna Burkard | Helmut Lingen / Michael Prudlik  | Jorden Klok / Carmen Laudy      | Pekka Päivärinta / Emmanuelle Clement |
| 4 | 04.10. | Oschersleben     | Markus Schlosser / Marcel Fries | 1    | Mike Roscher / Anna Burkard | Franz Kapeller / Markus Billich  | Helmut Lingen / Michael Prudlik | Markus Schlosser / Marcel Fries       |
| 4 | 04.10. | Oschersleben     | Markus Schlosser / Marcel Fries | 2    | Mike Roscher / Anna Burkard | André Kretzer / Björn Bosch      | Franz Kapeller / Markus Billich | Tim Reeves / Kevin Rousseau           |

### Fahrerwertung 1000 cm³
| 1 | Mike Roscher   | Anna Burkhard   | LCR-BMW    | RSC-Racing Roscher-Burkard-Penz13  | 163 |
| 2 | Helmut Lingen  | Michael Prudlik | LCR-Suzuki | Lingo's Lower-Rhine Sidecar Racers | 116 |
| 3 | Franz Kapeller | Markus Billich  | ARS-Suzuki | KAPELLER / BILLICH                 | 66  |
| 4 | Rogier Weekers | Remco Moes      | RCN-Suzuki | Weekers’s Racing                   | 62  |
| 5 | Jorden Klok    | Carmen Laudy    | RCN-Yamaha | Sidecar Racing Klok                | 51  |
| 6 | Cedric Pierard | Aurnard Pierard | RCN-Yamaha | Team Pierard #39                   | 33  |

### Rennergebnisse 600 cm³
|   | Datum  | Strecke          | Pole-Position                   | Lauf | Platz 1                               | Platz 2                         | Platz 3                               | Schn. Rennrunde                       |
| - | ------ | ---------------- | ------------------------------- | ---- | ------------------------------------- | ------------------------------- | ------------------------------------- | ------------------------------------- |
| 1 | 16.08. | TT Circuit Assen | Tim Reeves / Kevin Rousseau     | 1    | Markus Schlosser / Marcel Fries       | Bennie Streuer / Ilse de Haas   | Josef Sattler / Luca Schmidt          | Markus Schlosser / Marcel Fries       |
| 1 | 16.08. | TT Circuit Assen | Tim Reeves / Kevin Rousseau     | 2    | Markus Schlosser / Marcel Fries       | Bennie Streuer / Ilse de Haas   | Josef Sattler / Luca Schmidt          | Bennie Streuer / Ilse de Haas         |
| 2 | 13.09. | Lausitzring      | Markus Schlosser / Marcel Fries | 1    | Tim Reeves / Kevin Rousseau           | Markus Schlosser / Marcel Fries | Pekka Päivärinta / Emmanuelle Clement | Tim Reeves / Kevin Rousseau           |
| 2 | 13.09. | Lausitzring      | Markus Schlosser / Marcel Fries | 2    | Markus Schlosser / Marcel Fries       | Tim Reeves / Kevin Rousseau     | Bennie Streuer / Ilse de Haas         | Markus Schlosser / Marcel Fries       |
| 3 | 26.09. | Hockenheimring   | Tim Reeves / Kevin Rousseau     | 1    | Pekka Päivärinta / Emmanuelle Clement | Bennie Streuer / Ilse de Haas   | Josef Sattler / Luca Schmidt          | Pekka Päivärinta / Emmanuelle Clement |
| 4 | 04.10. | Oschersleben     | Markus Schlosser / Marcel Fries | 1    | Tim Reeves / Kevin Rousseau           | Bennie Streuer / Ilse de Haas   | Pekka Päivärinta / Emmanuelle Clement | Markus Schlosser / Marcel Fries       |
| 4 | 04.10. | Oschersleben     | Markus Schlosser / Marcel Fries | 2    | Markus Schlosser / Marcel Fries       | Tim Reeves / Kevin Rousseau     | Bennie Streuer / Ilse de Haas         | Tim Reeves / Kevin Rousseau           |

### Fahrerwertung 600 cm³
| 1  | Markus Schlosser   | Marcel Fries                 | LCR-Yamaha      | Team Schlosser                | 133 |
| 2  | Bennie Streuer     | Ilse de Haas                 | Adolf RS-Yamaha | Team Bonovo Action by MGM #21 | 113 |
| 3  | Josef Sattler      | Luca Schmidt                 | Adolf RS-Yamaha | Team Bonovo Action by MGM #35 | 90  |
| 4  | Tim Reeves         | Kevin Rousseau               | Adolf RS-Yamaha | Team Bonovo Action by MGM #77 | 78  |
| 5  | Pekka Päivärinta   | Emmanuelle Clement           | LCR-Yamaha      | #44 Racing                    | 75  |
| 6  | Janez Remše        | Manfred Wechselberger        | Adolf RS-Yamaha | Remse Racing PSV Wels         | 55  |
| 7  | Jakob Rutz         | Thomas Hofer                 | LCR-Yamaha      | Sidecar Racing Team Rutz      | 55  |
| 8  | Markus Schwegler   | Ondrej Kopecky               | LCR-Yamaha      | Team Königswartha             | 47  |
| 9  | Max Zimmermann     | Ferry Seegers / Jeroen Remmé | Adolf RS-Yamaha | Team Zimmermann Racing        | 43  |
| 10 | Wiggert Kranenburg | Carolin Zimmermann           | RCN-Kawasaki    | RCN Racing                    | 38  |
| 11 | Peter Kimeswenger  | Kevin Kölsch                 | LCR-Kawasaki    | SRT Kimeswenger – Kölsch      | 35  |
| 12 | Michael Grabmüller | Sebastian Lavorel            | LCR-Yamaha      | Delta Racing / PSV Wels       | 33  |
| 13 | Dean Nicholls      | Ronja Mahl                   | LCR-Honda       | TSR Racing                    | 17  |

## Rahmenrennen
- Im Rahmen der Internationalen Deutschen Motorradmeisterschaft 2020 wurde der Twin-Cup sowie der Pro-Superstock-Cup ausgetragen.
- Im Rahmen der Veranstaltung auf dem Sachsenring wurde erstmals der von Dorna Sports S.L. organisierte Northern Talent Cup ausgetragen. Auch auf dem Lausitzring und auf dem Hockenheimring starteten die Nachwuchstalente bei der IDM.[3]
- Der ursprünglich geplante BMW-Boxer-Cup wurde kurz vor der Saison vom Promoter Wilbers Products abgesagt. Beim Finale in Hockenheim wurden zwei Showrennen ausgetragen.[4]